# Понте-Ведра-Біч
30°14′22″ пн. ш. 81°23′09″ зх. д. / 30.239444444444° пн. ш. 81.385833333333° зх. д.
Понте-Ведра-Біч (англ. Ponte Vedra Beach) — заможна некорпоративна громада та передмістя Джексонвіля, штат Флорида, в окрузі Сент-Джонс, штат Флорида, США. Розташований у столичному районі Джексонвілля, за 18 миль (29 км) на південний схід від центру Джексонвілля та за 26 миль (42 км) на північ від Сент-Августіна, він є частиною району пляжів Джексонвілля та розташований на острові під назвою Острів Сан-Пабло.
Район відомий своїми морськими курортами, зокрема Ponte Vedra Inn and Club, Lodge and Club і Marriott at Sawgrass. Він розташований в окрузі Сент-Джонс, який є найбагатшим округом Флориди. Понте-Ведра-Біч – це туристичний курорт із високим рівнем доходу, відомий своєю асоціацією з гольфом, де проводяться PGA Tour і Players Championship, які проводяться в TPC Sawgrass.

## Історія
Ця територія залишалася малонаселеною до кінця 19 століття, навіть коли інші приморські громади почали розвиватися на північ. Корисні копалини були відкриті в 1914 році, і навколо гірничих робіт виросла громада, відома як Mineral City. Ці мінерали, в основному титан (ільменіт), циркон і рутил, були відновлені з пляжних пісків гірничодобувною компанією Бакмана і Прітчарда. У 1921 році Національна провідна компанія придбала «Бакман і Прітчард» і припинила видобуток, оскільки попит впав після Першої світової війни. У 1929 році вона почала розробляти територію, подібну до монастиря в Сі-Айленді, штат Джорджія. Полковник Джозеф К. Стелін, який працював у компанії в Сент-Луїсі, прибув 1 січня 1929 року, щоб керувати розробкою.

## Інтернет-ресурси
- Офіційний сайт
- U.S. Army Corps of Engineers, Jacksonville District. St. Johns County, Florida, South Ponte Vedra Beach, Vilano Beach, and Summer Haven Reaches. Coastal Storm Risk Management Project Final Integrated Feasibility Study and Environmental Assessment. March 2017.